# 尼斯卡尤納高中
尼斯卡尤納高中（英語：Niskayuna High School）是一所位於美国纽约州尼斯卡尤納的公立高中，也是尼斯卡尤納中央學區唯一一所高中。

## 歷史
尼斯卡尤納高中於1957年開校，此前在1954年，教育委員會建議學區建立自己的高中。在此之前，學生可自由選擇就讀地區內的其他高中。該校第一屆畢業生於1959年畢業，共有138名學生。自此以來，已有超過18,000名學生從該校畢業。學校於2011年4月完成了一次大規模擴建。目前正在進行的資本建設計劃包括建設一條新跑道、擴建停車場、新增運動場，以及修建人行道等設施。

## 學術表現
尼斯卡尤納高中於1983年被評選為「全國藍帶卓越學校」。1999年，《华尔街日报》將該校列為全美表現最佳的高中之一。2003年，《华盛顿邮报》將其評為全國最佳高中之一。2006年，該校被《新聞週刊》（Newsweek）評為「美國最佳高中」之一，其指數（2005年參加的AP考試總數除以畢業生總數）為1.340。
在2016年和2014年，《奧爾巴尼商業評論》將該校評為首都地區排名第一的高中。2012年，《美国新闻与世界报道》將該校列為紐約州北部地區排名最高的公立高中。在2019年的「最佳高中排名」中，該校在奧爾巴尼都會區高中中排名第三，在紐約州高中中排名第106，全美排名第1,254。
以2005屆畢業生為例，94%的畢業生進入大專院校就讀。

## 知名校友
- 布萊恩·切斯基，工業設計師出身的企業家，同時也是Airbnb的創辦人兼執行長。[7]
- 罗纳德·李维斯特，一位密码学家及麻省理工学院计算机科学教授，以協助開發RSA加密演算法而最為知名。[8]
- 許允眞，韓國女子音樂組合LE SSERAFIM成員，2019年轉學到韓國韓林演藝藝術高等學校實用音樂科[9][10]。